# Áron Szilágyi
Áron Szilágyi (Budapest, 14 gennaio 1990) è uno schermidore ungherese, specializzato nella sciabola. Ha vinto una medaglia d'oro nella sciabola a squadre ai Campionati mondiali di scherma di San Pietroburgo nel 2007 e l'oro olimpico nella sciabola individuale ai Giochi della XXX Olimpiade di Londra, ai Giochi della XXXI Olimpiade di Rio de Janeiro e ai Giochi della XXXII Olimpiade di Tokyo.

## Palmarès
Giochi olimpici 
Individuale
- Oro nella sciabola a Londra 2012
- Oro nella sciabola a Rio 2016
- Oro nella sciabola a Tokyo 2020

A squadre
- Bronzo nella sciabola a Tokyo 2020
- Argento nella sciabola a Parigi 2024

 Mondiali 
Individuale
- Oro nella sciabola a Il Cairo 2022
- Bronzo nella sciabola a Budapest 2013
- Bronzo nella sciabola a Milano 2023

A squadre
- Oro nella sciabola a San Pietroburgo 2007
- Oro nella sciabola a Milano 2023
- Argento nella sciabola a Rio 2016
- Argento nella sciabola a Lipsia 2017
- Argento nella sciabola a Budapest 2019
- Argento nella sciabola a Il Cairo 2022
- Argento nella sciabola a Tbilisi 2025
- Bronzo nella sciabola ad Antalia 2009
- Bronzo nella sciabola a Kazan' 2014
- Bronzo nella sciabola a Wuxi 2018

 Europei 
Individuale
- Oro nella sciabola a Montreux 2015
- Argento nella sciabola a Tbilisi 2017
- Argento nella sciabola a Genova 2025
- Bronzo nella sciabola a Sheffield 2011

A squadre
- Oro nella sciabola a Novi Sad 2018
- Oro nella sciabola ad Adalia 2022
- Oro nella sciabola a Basilea 2024
- Oro nella sciabola a Genova 2025
- Argento nella sciabola a Zagabria 2013
- Argento nella sciabola a Düsseldorf 2019
- Bronzo nella sciabola a Montreux 2015
- Bronzo nella sciabola a Tbilisi 2017